# București Rugby
I Romanian Wolves (in inglese București Wolves, in romeno Lupii Bucureşti, "I lupi di Bucarest") sono una selezione di rugby fondata nel 2004, rappresentante dapprima la città di Bucarest e poi i migliori giocatori del massimo campionato rumeno di rugby. Dalla sua fondazione ha partecipato all'European Shield 2004-05 e poi dalla stagione successiva all'European Challenge Cup fino al 2015 quando la formazione che avrebbe partecipato alle coppe europee sarebbe stata quella vincitrice del campionato rumeno. Dal 2022 partecipa alla Rugby Europe Super Cup con il nome di Romanian Wolves.

## Storia
Per volontà della federazione rumena di poter partecipare ad una competizione europea per club, nel 2004 venne creata una selezione federale, il suo obiettivo era quello di far crescere i giocatori già in orbita nazionale e servire da trampolino per la convocazione. Come sede fu scelta Bucarest.
Il debutto avvenne nel 2004 durante l'European Shield 2004-05. La vittoria di fronte agli italiani del Leonessa allo Stadio Ghencea non bastò per superare il turno poiché nella gara di ritorno in Italia si imposero i bresciani.
Dal 2005 fino al 2015 la franchigia rumena partecipò all'European Challenge Cup ma senza mai superare la fase a gironi.
Giocava le sue partite allo Stadio Steaua e dal 2008 allo Stadio Nazionale di Rugby a Bucarest.
Dal 2013 a guidare la squadra è stato il gallese Lynn Howells.
Dopo anni di inattività, nel 2022 la federazione annunciò che la squadra avrebbe partecipato alla neonata coppa europea Rugby Europe Super Cup.

## Cronologia
| Cronistoria del București Rugby |
| --- |
| - 2004 • Fondazione della Selecționata București - 2004-05 • Ottavi di finale European Shield - 2005-06 • 3º girone 3 European Challenge Cup - 2006-07 • 3º girone 1 European Challenge Cup - 2007-08 • 3º girone 2 European Challenge Cup - 2008 • Cambio denominazione in Bucharest Oaks - 2008-09 • 4º girone 3 European Challenge Cup - 2009-10 • 4º girone 1 European Challenge Cup - 2010-11 • 3º girone 4 European Challenge Cup - 2011 • Cambio denominazione in București Rugby - 2011-12 • 3º girone 1 European Challenge Cup - 2012-13 • 3º girone 4 European Challenge Cup - 2013-14 • 3º girone 3 European Challenge Cup - 2014-15 • 4º girone 3 European Rugby Challenge Cup - 2015 • Scioglimento società - 2022 • Riattivazione società con il nome di Romanian Wolves - 2022 • 4º girone Est RE Super Cup |

## Giocatori di rilievo
- Florin Vlaicu
- Dănuţ Dumbravă
- Valentin Ursache